# Polygonia egea
Polygonia egea är en fjärilsart som beskrevs av Pieter Cramer 1779. Polygonia egea ingår i släktet Polygonia och familjen praktfjärilar. Inga underarter finns listade i Catalogue of Life.

## Bildgalleri

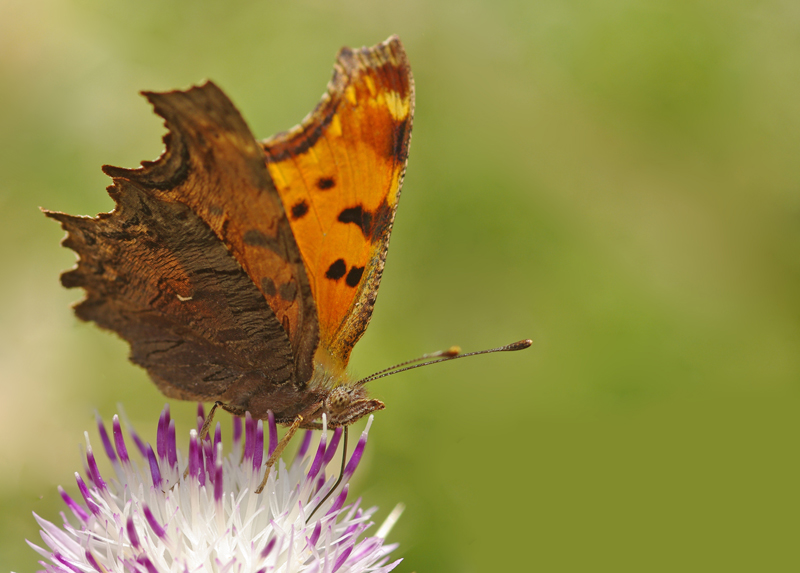